# Championnats d'Europe de karaté 1968
Les championnats d'Europe de karaté 1968 ont eu lieu à Paris, le 5 mai 1968. Il s'agissait de la troisième édition des championnats d'Europe de karaté senior et de la deuxième organisée dans la capitale française.

## Résultats

### Épreuve individuelle
| Rang | Pays     | Karatéka           |
| ---- | -------- | ------------------ |
| 1    | France   | Guy Sauvin         |
| 2    | France   | Dominique Valera   |
| 3    | Suisse   | Gerhard Grossetête |
| 3    | Belgique | Kosakowitch        |

### Épreuve par équipes
| Rang | Pays        |
| ---- | ----------- |
| 1    | France      |
| 2    | Belgique    |
| 3    | Italie      |
| 3    | Yougoslavie |

## Tableau des médailles
Des différents pays participants, seuls cinq ont remporté au moins une médaille. Pays hôte, la France termine en tête au tableau des médailles grâce à ses trois médailles.
| Tableau des médailles |             |    |        |        |       |
| Rang                  | Pays        | Or | Argent | Bronze | Total |
| 1                     | France      | 2  | 1      | 0      | 3     |
| 2                     | Belgique    | 0  | 1      | 1      | 2     |
| 3                     | Italie      | 0  | 0      | 1      | 1     |
| 3                     | Suisse      | 0  | 0      | 1      | 1     |
| 3                     | Yougoslavie | 0  | 0      | 1      | 1     |